# 永丰镇 (青冈县)
永丰镇，是中华人民共和国黑龙江省绥化市青冈县下辖的一个行政建制镇。

## 行政区划
永丰镇下辖以下地区：
民富村、永顺村、红旗村、友爱村、平权村、平力村、永平村、永合村、同德村、自兴村、前进村、中甫村和东方红村。